# 费尔南·洛里奥
费尔南·洛里奥（法語：Fernand Loriot；1870年10月10日—1932年10月12日）是法国的一个教师和政治活动家。他出生于奥恩省瑟通，曾积极参与组建教师工会。1902年，他加入法兰西社会党（1905年，该党并入工人国际法国支部）。在第一次世界大战期间，他持和平主义立场。1920年，他参与创建法国共产党，并担任该党的国际书记，成为该党事实上的二号人物。1924年12月，他加入法共内部的反对派，猛烈批评党内的“组织布尔什维克化”和官僚主义，并于1926年退党。随后，他加入共产主义反对派，并在工团主义杂志《无产阶级革命》工作。他一度与托洛茨基主义者保持密切关系。1932年，他在巴黎第十区去世，享年62岁。